# Кохати до смерті
«Кохати до смерті» (ісп. Amar a muerte) — мексиканський телесеріал 2018 року у жанрі драми та створений компаніями Televisa, W Studios, Lemon Studios. В головних ролях — Анжеліка Боєр, Мішель Браун, Алехандро Нонес, Артуро Барба, Макарена Ачага, Клаудія Мартін. Перша серія вийшла в ефір 29 жовтня 2018 року. Серіал має 1 сезон. Завершився 87-м епізодом, який вийшов у ефір 11 березня 2019 року.
Продюсер серіалу — Карлос Бардасано.
Серіал є адаптацією колумбійського серіалу «В сторонньому тілі», 1992 року.

## Сюжет
Мексиканського телевізійного магната Леона Карбахаля вбивають під час його весілля. У цей час в Америці, засуджений до смертної кари Чіно Вальдес, помирає на електричному стільці. Таємничі сили переміщують душу мільйонера в тіло його ж кілера, а небезпечного рецидивіста — у тіло професора антропології, який викладає в університеті.

## Актори та ролі
| Актор           | Роль                                                                     |
| --------------- | ------------------------------------------------------------------------ |
| Анжеліка Боєр   | Люсія Борхес Дуарте де Карвахаль                                         |
| Мішель Браун    | Макаріо «Ель Чіно» Вальдес / Леон Густаво Карвахаль Торрес / Якобо Рейес |
| Алехандро Нонес | Джонатан «Джонні» Корона                                                 |
| Артуро Барба    | Бельтран Камачо / Макаріо «Ель Чіно» Вальдес                             |
| Макарена Ачага  | Валентина Карвахаль Пінеда                                               |
| Клаудія Мартін  | Єва Карвахаль Пінеда де Луна                                             |
| Джессіка Мас    | Гваделупе «Лупіта» Вальдес                                               |
| Генрі Закка     | Каміло Герра                                                             |
| Нестор Родульфо | Еміліано Альварес «Ель Алакран»                                          |
| Гонсало Пенья   | Гільєрмо «Гій» Карвахаль Пінеда                                          |
| Барбара Лопес   | Хуліана Вальдес                                                          |
| Хессіка Діас    | Рената Барранко                                                          |
| Алексіс Аяла    | Леон Густаво Карвахаль Торрес                                            |
| Ракель Гарза    | Барбара                                                                  |
| Марта Замора    | Сільвіна                                                                 |

## Сезони
| Сезон | Епізоди | Епізоди | Оригінальний показ | Оригінальний показ | Оригінальний показ |
| Сезон | Епізоди | Епізоди | Перший показ       | Останній показ     | Мережа             |
| ----- | ------- | ------- | ------------------ | ------------------ | ------------------ |
| 1     | 87      | 87      | 29 жовтня 2018     | 11 березня 2019    | Univision          |

## Аудиторія
| Країна трансляції | Сезон | Розклад       | Серії | Перший ефір      | Перший ефір | Останній ефір   | Останній ефір | Середній бал |
| Країна трансляції | Сезон | Розклад       | Серії | Дата             | Дата        | Дата            | Дата          | Середній бал |
| ----------------- | ----- | ------------- | ----- | ---------------- | ----------- | --------------- | ------------- | ------------ |
| США               | 1     | 21:00 — 22:00 | 87    | 29 жовтня 2018   | 1,54        | 11 березня 2019 | 2,03          | 1,39         |
| Мексика           | 1     | 21:30 — 22:15 | 86    | 5 листопада 2019 | 3,8         | 3 березня 2019  | 3,3           | 3,1          |

## Нагороди та номінації
| Рік  | Премія                      | Категорія                                   | Номінант                      | Результат |
| ---- | --------------------------- | ------------------------------------------- | ----------------------------- | --------- |
| 2019 | Premios TVyNovelas (México) | Найкраща теленовела                         | Карлос Бардасано              | Перемога  |
| 2019 | Premios TVyNovelas (México) | Найкраща акторка                            | Анжеліка Боєр                 | Перемога  |
| 2019 | Premios TVyNovelas (México) | Найкращий актор                             | Мішель Браун                  | Перемога  |
| 2019 | Premios TVyNovelas (México) | Найкраща акторка-злодійка                   | Клаудія Мартін                | Перемога  |
| 2019 | Premios TVyNovelas (México) | Найкращий актор-злодій                      | Алехандро Нонес               | Перемога  |
| 2019 | Premios TVyNovelas (México) | Найкраща заслужена акторка                  | Ракель Гарза                  | Перемога  |
| 2019 | Premios TVyNovelas (México) | Найкращий заслужений актор                  | Алексіс Аяла                  | Перемога  |
| 2019 | Premios TVyNovelas (México) | Найкраща акторка-партнерка                  | Макарена Ачага                | Перемога  |
| 2019 | Premios TVyNovelas (México) | Найкращий актор-партнер                     | Артуро Барба                  | Перемога  |
| 2019 | Premios TVyNovelas (México) | Найкраща молода акторка                     | Барбара Лопес                 | Перемога  |
| 2019 | Premios TVyNovelas (México) | Найкращий молодий актор                     | Гонсало Пенья                 | Номінація |
| 2019 | Premios TVyNovelas (México) | Найкращий сценарій або адаптація            | Леонардо Падрон               | Перемога  |
| 2019 | Premios TVyNovelas (México) | Найкращий режисер                           | Роландо Окампо                | Перемога  |
| 2019 | Premios TVyNovelas (México) | Найкраща тематична пісня                    | «Me muero» (Чарльз Рівера)    | Перемога  |
| 2019 | Premios TVyNovelas (México) | Кращий акторський склад                     | Карлос Бардасано              | Перемога  |
| 2019 | Premios ERES                | Найкраща акторка                            | Барбара Лопес                 | Номінація |
| 2019 | Premios ERES                | Найкраща акторка                            | Клаудія Мартін                | Номінація |
| 2019 | Premios ERES                | Найкраща акторка                            | Макарена Ачага                | Номінація |
| 2019 | Premios ERES                | Найкращий актор                             | Мішель Браун                  | Номінація |
| 2019 | Premios ERES                | Найкращий поцілунок                         | Анжеліка Боєр, Мішель Браун   | Номінація |
| 2019 | Premios ERES                | Найкращий поцілунок                         | Барбара Лопес, Макарена Ачага | Номінація |
| 2020 | GLAAD Media Awards          | Найкращий сценарій серіалу іспанською мовою | Кохати до смерті              | Номінація |

## Версії
| Рік  | Країна   | Українська назва   | Оригінальна назва   | Кількість | Кількість | В головних ролях | Компанія                                 | Канал          |
| Рік  | Країна   | Українська назва   | Оригінальна назва   | сезонів   | серій     | В головних ролях | Компанія                                 | Канал          |
| ---- | -------- | ------------------ | ------------------- | --------- | --------- | --- | ---------------------------------------- | -------------- |
| 1992 | Колумбія | В сторонньому тілі | En cuerpo ajeno     | 1         | 244       | Ампаро Грісалес, Даніло Сантос, Армандо Гутьєррес                                                                              | RTI Televisión                           | RTI Televisión |
| 2005 | США      | Друге життя        | El cuerpo del deseo | 1         | 143       | Маріо Сімарро, Лорена Рохас, Мартін Карпан                                                                                     | NBCUniversal                             | Telemundo      |
| 2014 | США      | В чужій шкірі      | En otra piel        | 1         | 154       | Марія Еліза Камарго, Хорхе Луїс Піла, Девід Чокарро                                                                            | NBCUniversal                             | Telemundo      |
| 2016 | Уганда   | Другий шанс        | Second Chance       | -         | -         | Стелла Нантумбве, Роджер Магіша, Лаура Кахунде, Хаузен Мушема                                                                  | Phaz Motion Pictures                     | NTV Uganda     |
| 2023 | Таїланд  | Другий шанс        | ชีวิตภาคสอง           | 1         | 19        | Джираю Тантракул, Кріс Хорванг, Сіріторн Ліарамват, Равіянун Такерд, Тайотсаторн Вайчайя, Хомкрит Дуангсуван, Ноппол Гомарачун | The One Enterprise, NBCUniversal Formats | One31          |